# Великопольский, Андрей Иванович

Герб дворянского рода Великопольских

Андре́й Ива́нович Великопо́льский (выч. 1704 — после 1781 года) — мореплаватель, офицер российского императорского флота, штурман, участник Великой Северной экспедиции в составе Двинско-Обский отряда по исследованию побережья Северного Ледовитого океана, капитан 3 ранга.

## Биография
Андрей Иванович Великопольский родился в 1704 году. Представитель мелкопоместного дворянского рода Великопольских.
В 1721 году поступил в Академию Морской гвардии в Санкт-Петербурге. Учился вместе с будущими мореплавателями Василием Ртищевым, Сафроном Хитрово, Михаилом Щербининым, Иваном Чихачёвым, Фёдором Мининым, Иваном Елагиным. Практику проходил на Балтике в звании штурманского ученика. В ноябре 1731 года А. И. Великопольский, проходя «экзаменацию», сдал экзамен на звание подштурмана экзаменационной комиссии, членами которой в то время состояли Василий Прончищев, Питер Ласиниус и Иван Кошелев. Комиссия вынесла решение: штурманский ученик Великопольский науки знает, «обсервовывать высоту Солнца и карты составлять умеет и поэтому, по общему нашему мнению, достоин быть подштурманом».
В звание подштурмана Андрей Великопольский был произведён 17 (28) апреля 1733 года, и в том же году был назначен в Великую Северную экспедицию в Двинско-Обский отряд лейтенанта С. В. Муравьева. В 1734 году на двух кочах «Экспедицион» и «Обь» отряд прошёл через Белое и Баренцево моря и вышел через пролив Югорский Шар в Карское море к Шарановым Кошкам — островам у западного берега полуострова Ямал. Членам экспедиции удалось произвести съёмку обоих берегов Югорского Шара, частей Байдарацкой губы Карского моря и западного побережья полуострова Ямал. Летом 1736 года Великопольский участвовал в экспедиции, состоящей из двух ботов «Первый» (под командованием М. С. Малыгина) и «Второй» (под командованием лейтенанта А. И. Скуратова). Экспедиция прошла от острова Долгий в Баренцевом море через пролив Югорский Шар к низовью реки Кара. 14 сентября 1736 года для охраны судов, оставленных на зимовку, была создана команда из 10 человек и подлекаря во главе со штурманом А. Великопольским. Для них был сооружён чум и продовольственный склад. В начале мая Малыгин и Скуратов со всеми людьми экспедиции вернулись к ботам и стали готовить их к дальнейшему плаванию. Летом 1737 года оба бота прошли от реки Кара в устье Оби через пролив между полуостровом Ямал и Белым островом (ныне ‒ пролив Малыгина). В результате плаваний отряда Малыгина, в которых участвовал Великопольский, были впервые составлены описание и карта побережья Северного Ледовитого океана от реки Печоры до Оби.
Зимой 1737—1738 годов Великопольский был вновь оставлен зимовать у ботов с кормщиками и еще несколькими людьми на стоянке ненцев близ устья Кары. 1 (12) января 1738 года за камчатскую экспедицию был определён в штурманы. В сентябре 1738 года боты «Первый» и «Второй» при возвращении в Архангельск попали в сложную ледовую обстановку на подходе к Карской губе и были повреждены. Во время работ по спасению кораблей, доставке грузов на берег и оборудованию аварийного лагеря прибыл солдат Мезенцев с «указом» — немедленно доставить в Пустозерск штурмана Великопольского для дачи показаний по делу лейтенантов Муравьева и Павлова, которые поссорились друг с другом и с подчинёнными. Впоследствии они были разжалованы в матросы.
В 1739 году Великопольский вернулся в Санкт-Петербург. Продолжал службу на Балтийском флоте. 3 (14) декабря 1741 года был произведён в мичманы. С 1747 по 1749 год был командиром лоц-галиота «Штурман», который обеспечивал почтовое сообщение между Кронштадтом и Любеком. 3 (14) октября 1751 года был произведён в лейтенанты, а 18 (29) марта 1756 года — в капитан-лейтенанты. 21 января (1 февраля) 1758 года «за старостью и дряхлостью представлен в сенат» и 16 (27) августа 1760 года Великопольский уволен со службы с присвоение звания капитана 3 ранга.
С 1781 года Андрей Иванович Великопольский был помещиком сельца Гаписово Великолукского уезда Псковского наместничества, в 1788 году Гаписово перешло во владение к его сыну Михаилу.